# Friedenskirche (Świdnica)
Die evangelische Friedenskirche Zur heiligen Dreifaltigkeit (Kościół Pokoju pw. Świętej Trójcy) in Świdnica (deutsch Schweidnitz) gehört zu den bedeutendsten Sehenswürdigkeiten in Schlesien. Sie befindet sich seit dem Jahr 2001 gemeinsam mit der Friedenskirche in Jawor (deutsch Jauer) unter dem Titel Friedenskirchen in Jawor und Świdnica auf der Weltkulturerbe-Liste der UNESCO und gilt als die größte Fachwerkkirche in Europa.

## Geschichte

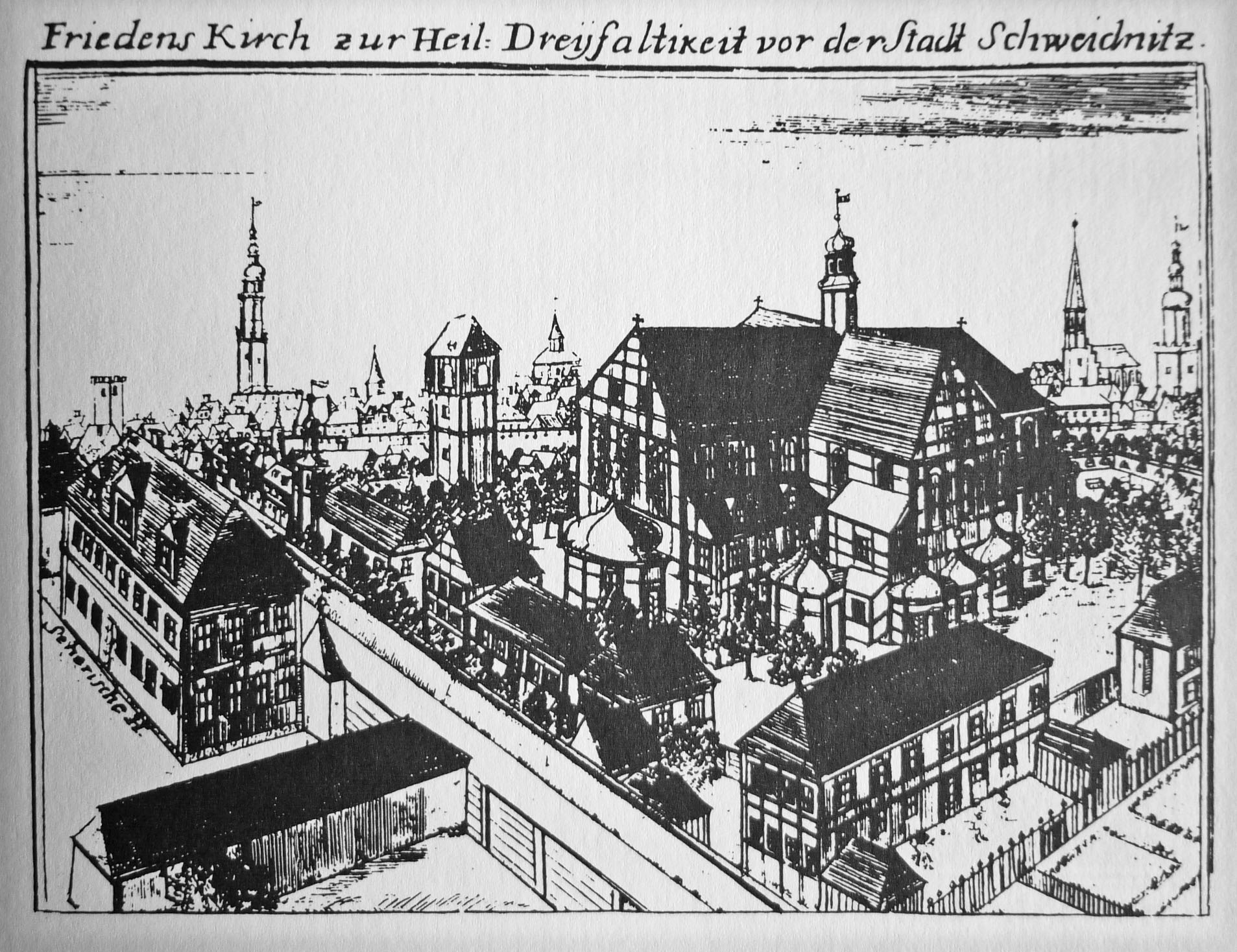
Friedenskirche Schweidnitz nach Friedrich Bernhard Werner (1748)

Im Zuge der Rekatholisierung der schlesischen Fürstentümer nach dem Dreißigjährigen Krieg mussten laut Friedensvertrag alle bisher von den Protestanten genutzten Kirchen den Katholiken zurückgegeben werden. Seit der Reformation war die Bevölkerung im Herzogtum Schweidnitz mehrheitlich protestantisch. Der Bau der Schweidnitzer Kirche geht auf ein Zugeständnis des Kaisers Ferdinand III. zurück, das dieser im Westfälischen Frieden den schlesischen Protestanten machen musste, in den drei Erbherzogtümern Glogau, Jauer und Schweidnitz je eine Friedenskirche zu errichten.
Die Ausführungsbestimmungen wurden von der Staatskanzlei in Prag festgelegt. Diese beschränkte das Baumaterial auf Holz, Sand, Lehm und Stroh, verbot Türme und Schule und schrieb als Bauland ein Gelände außerhalb der Stadtmauern vor. Außerdem musste die Kirche binnen eines Jahres fertiggestellt werden. Der Rat der Stadt spendete für den Bau 1000 Stämme aus dem Stadtwald, der größte Teil kam aber aus den Wäldern von Hans-Heinrich von Hochberg auf Fürstenstein. Aus Dankbarkeit erhielt die Familie in der Kirche eine eigene Fürstenloge. 
Der Kirchenbau wurde nach einem Entwurf des Breslauer Architekten Albrecht von Saebisch (1610–1688) gebaut. Der evangelischen Gemeinde war im Jahr 1656 ein Gelände von 200 mal 200 Schritten Größe übergeben worden, auf dem im August 1656 die Grundsteinlegung für den Fachwerkbau erfolgte. Ein knappes Jahr später war die Kirche dank des großen Einsatzes der Protestanten fertig und am 24. Juni 1657 wurde der erste Gottesdienst in ihr gehalten. Die als eine Fachwerkkonstruktion errichtete Kirche hat eine Fläche von ca. 1090 m² und bietet Platz für ca. 7500 Personen, darunter ca. 3000 auf Sitzplätzen. Die Altranstädter Konvention von 1707 brachte die Erlaubnis, Türme und Glocken hinzuzufügen. Daraufhin wurde im Jahr 1708 neben der Kirche ein Glockenturm ebenfalls im Fachwerkstil gebaut. 
Die Kirche erhielt 1915 eine elektrische Beleuchtung. 1917 wurden zu Kriegszwecken aus dem Turm zwei Glocken entnommen. Nach 1945 wurde eine Umwandlung der Kirche in ein Museum oder ein katholisches Gotteshaus diskutiert; schließlich wurde sie von der Evangelisch-Augsburgischen Kirche in Polen genutzt. Die kleine Gemeinde erhielt schon bald wieder einen eigenen Pfarrer.
Nach dem politischen Umbruch in Polen gegen Ende des 20. Jahrhunderts konnte die Restaurierung der Kirche beginnen, die Innensanierung musste jedoch 2002 aus finanziellen Gründen abgebrochen werden. Für die Durchführung war größtenteils das Deutsche Zentrum für Handwerk und Denkmalpflege in Fulda zuständig. 1989 besuchten Bundeskanzler Helmut Kohl und der polnische Ministerpräsident Tadeusz Mazowiecki die Kirche. 2014 nahmen Bundeskanzlerin Angela Merkel und die polnische Ministerpräsidentin Ewa Kopacz dort an einem ökumenischen Friedensgebet teil. Alle 14 Tage findet ein Gottesdienst in deutscher Sprache statt.

## Architektur
Die Friedenskirche ist vom Typ her eine Basilika mit einem griechischen Kreuz als Grundriss. An diese Grundform wurde im Osten die Sakristei angebaut, die auch Taufhalle genannt wird. In den folgenden Jahren wurde im Westen die „Totenhalle“, im Norden die „Feldhalle“ und im Süden die repräsentative „Trauhalle“ angebaut. Rund um das Gebäude bauten Adelsfamilien ihre eigenen Logen an, mit separaten Zugängen von außen.

## Ausstattung

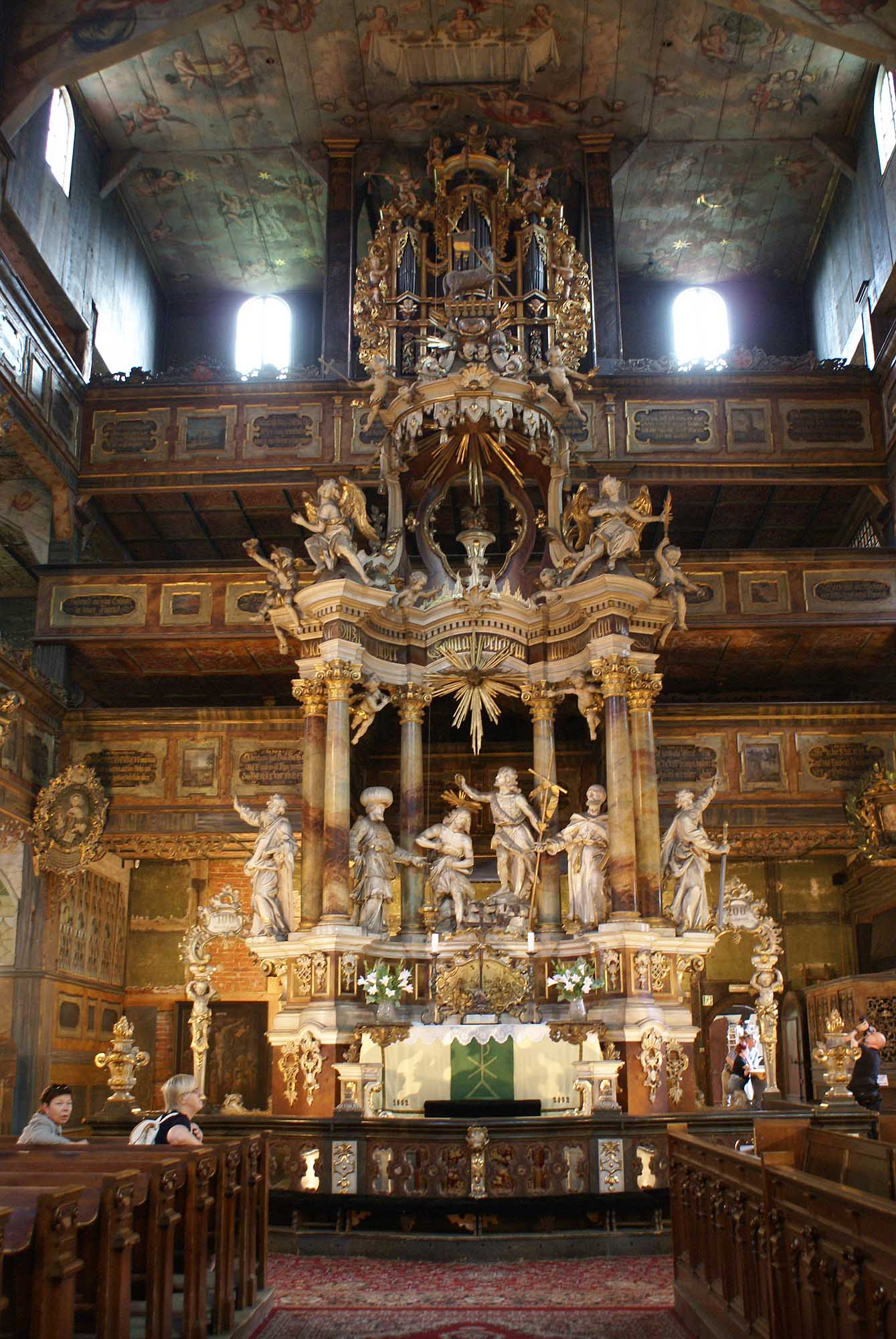
Barock-Altar von 1752

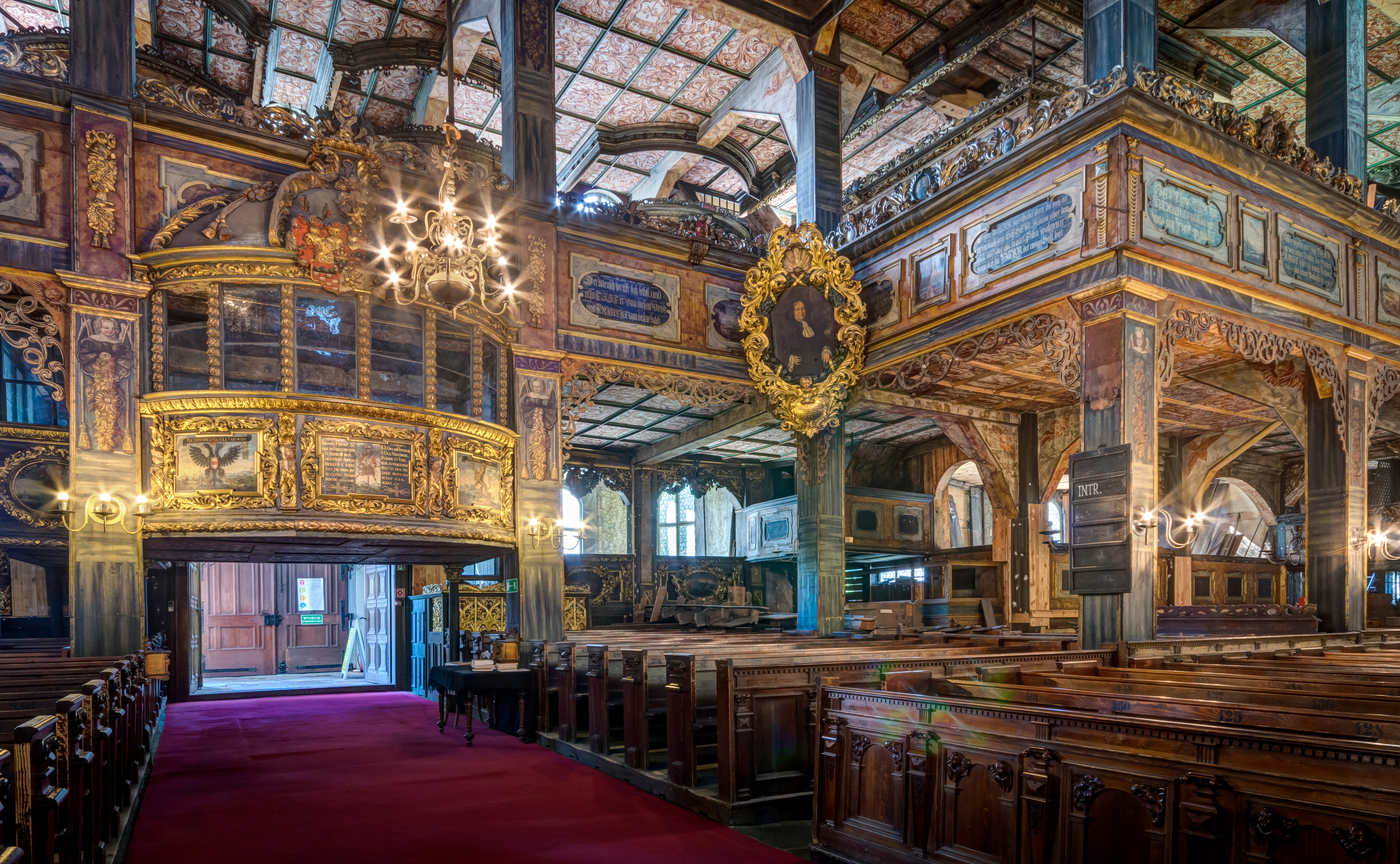
Prächtiger Innenraum

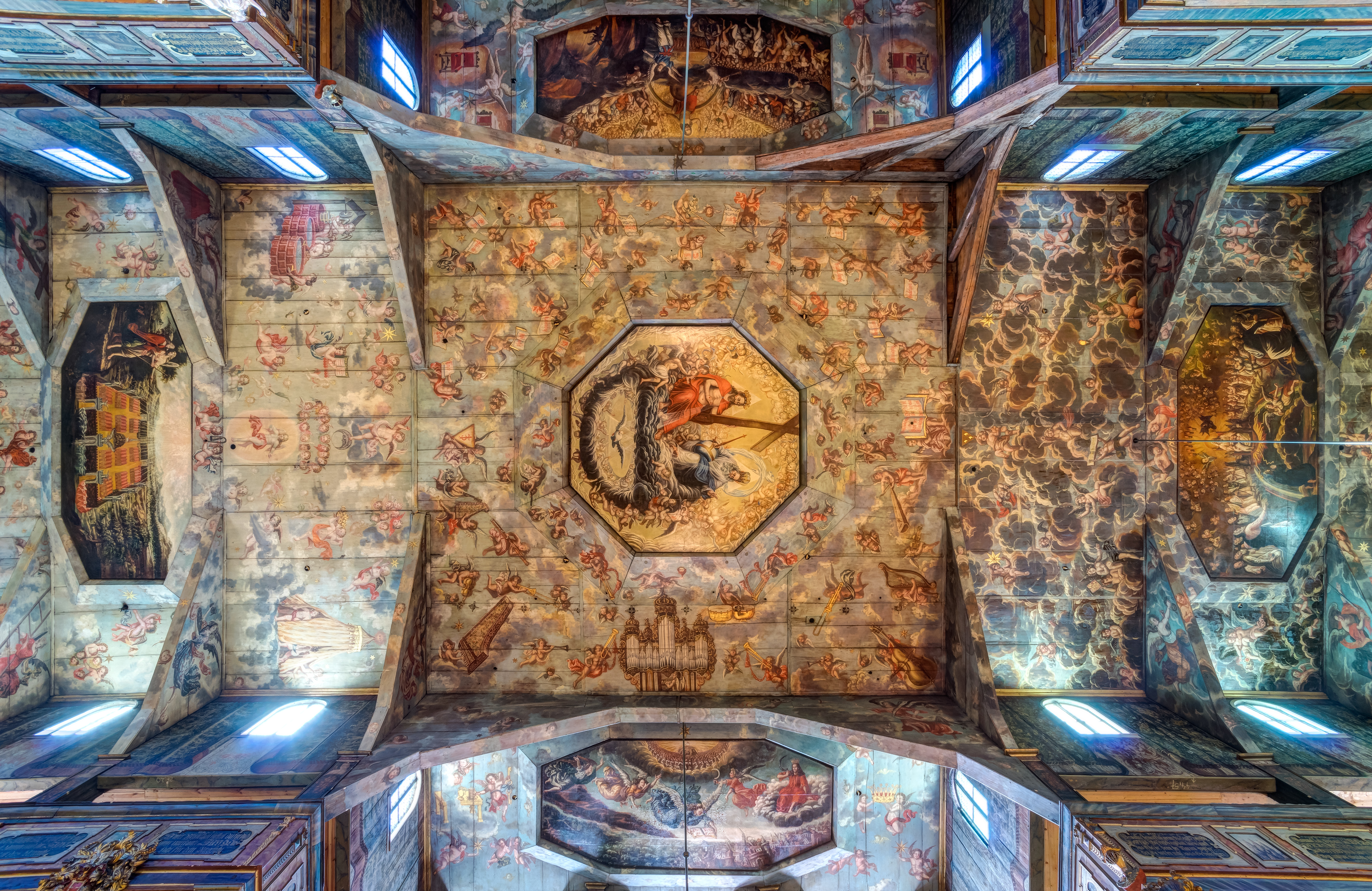
Deckengewölbe

Die prächtige Ausstattung ist im Stil des Barocks gehalten. Für die Malereien von 1696 an der Decke des Hauptschiffs, der Seitenschiffe und des Transsepts waren Christoph Kalicki und Christian Süßenbach verantwortlich. Auch die Emporen sind reich bemalt und geschmückt. Weitere Ausstattungsstücke sind u. a.: 
- Die Hochberg-Loge wurde 1698 aus Dankbarkeit für die Familien von Hochberg und von Reuss gebaut, die die Protestanten unterstützt hatten.
- Die Kanzel und den Altar schuf 1729 und 1752 Gottfried August Hoffman zum 100. Jahrestag der kaiserlichen Baugenehmigung.
- Das Taufbecken in der „Taufhalle“ aus dem Jahr 1661 entstammt der Werkstatt von Pankratius Werner aus Hirschberg.

## Orgel und Musik

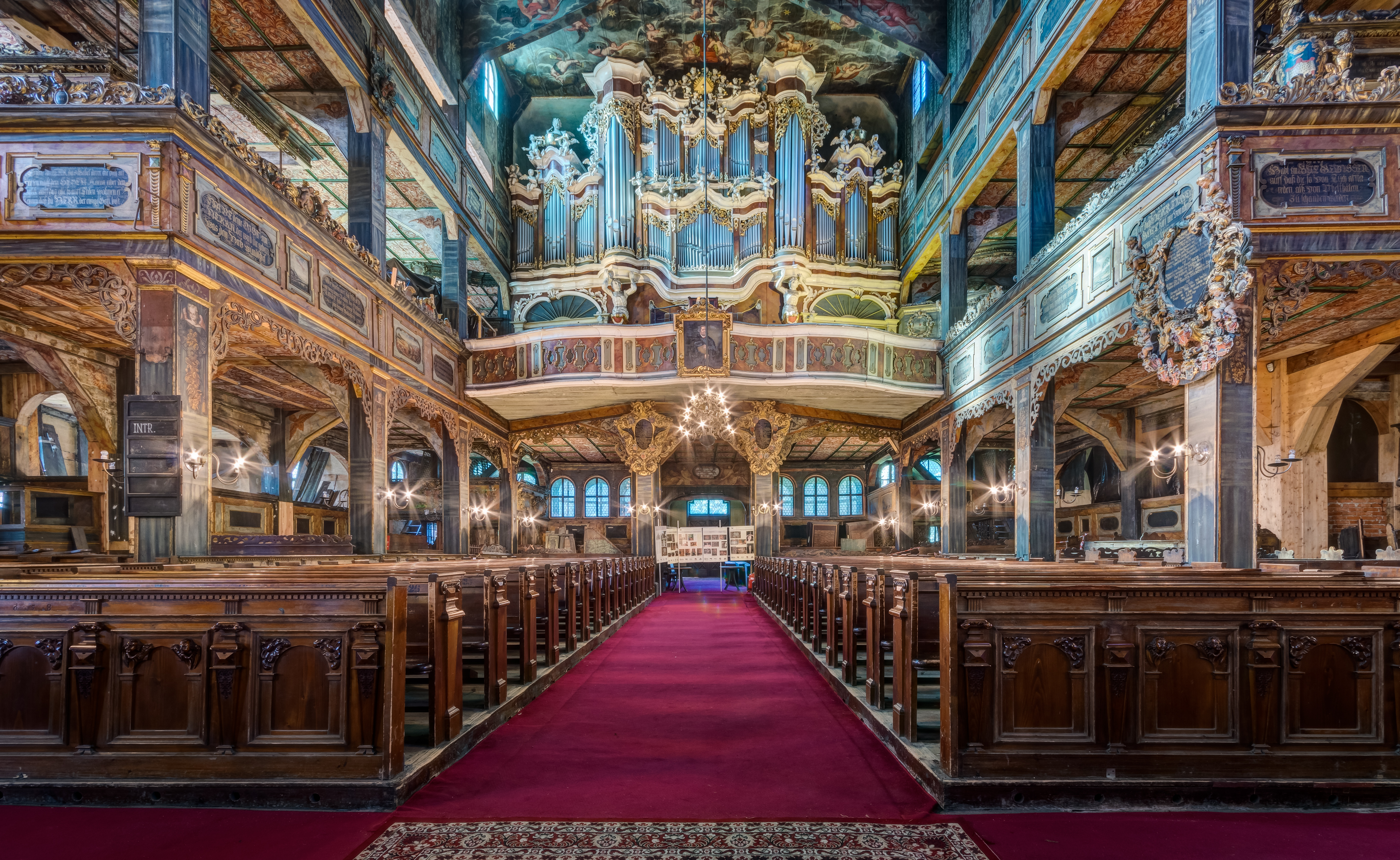
Blick zur Orgel

Die große Orgel aus den Jahren 1666 bis 1669 ist ein Werk von Christoph Klose aus Brieg. Daneben verfügt die Kirche über eine kleine Orgel.
Zu den Organisten der Kirche gehörte seit Dezember 1729 Christoph Gottlob Wecker (1700–1774), ein Schüler von Johann Sebastian Bach.
Aus diesem Grund wird seit 2000 jährlich im Sommer ein Bach-Festival (Międzynarodowy Festiwal Bachowski) veranstaltet.

## Bauensemble
Die Friedenskirche in Schweidnitz steht auf einem ummauerten Gelände, das heute „Friedensplatz“ (Plac Pokoju) heißt und mit seinem Friedhof sowie den dazugehörigen Gebäuden der Pfarrgemeinde ein denkmalgeschütztes Ensemble darstellt. Die einzelnen Teile werden nach und nach renoviert und jeweils einer passenden Nutzung zugeführt.
Folgende Teile bilden mit der Friedenskirche zusammen das Ensemble:
- Ehemaliges Pfarrhaus, heute „Niederschlesisches Evangelisches Institut“,
- Glockenturm, 1708 gebaut, hat Glocken und ein Glockenspiel, ist renoviert und wird auch als Kunstgalerie genutzt,
- Ehemaliges evangelisches Gymnasium, 1708 gebaut, heute „Lutherheim“, eine Pension mit dem Namen „Barocker Winkel“,
- Ehemaliges Glöcknerhaus, 2012 renoviert, dient als Ausstellungsgebäude und Zentrum für UNESCO-Werbung,
- Ehemaliges Wächterhaus, neben dem Eingangstor, ist ein Café mit regionalem Warenangebot.
- Ehemaliger Friedhof, bis Ende 19. Jahrhundert genutzt, sehr renovierungsbedürftig, mitsamt der Einfriedung und der Tore.

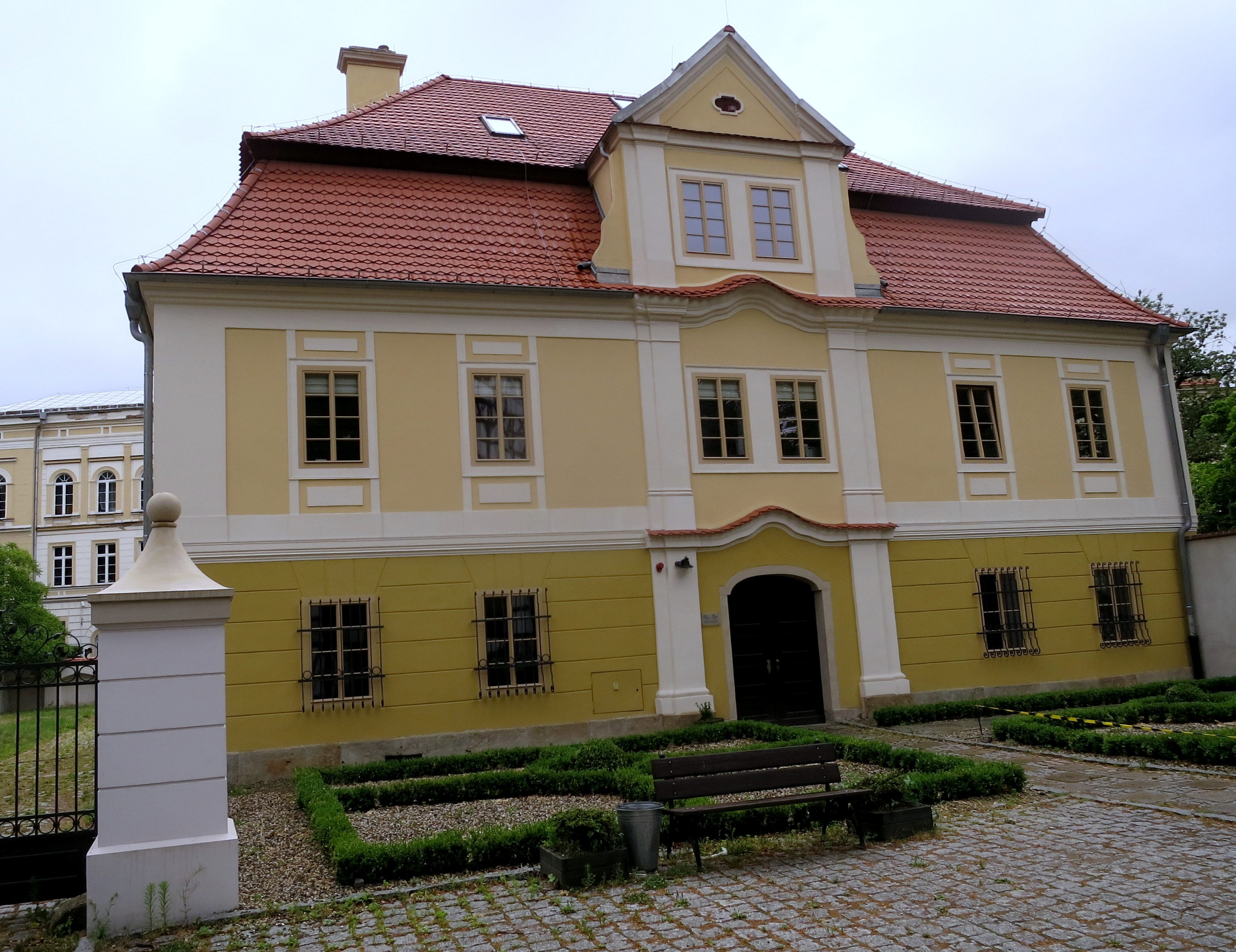
Ehemaliges Pfarrhaus, heute Evangelisches Institut
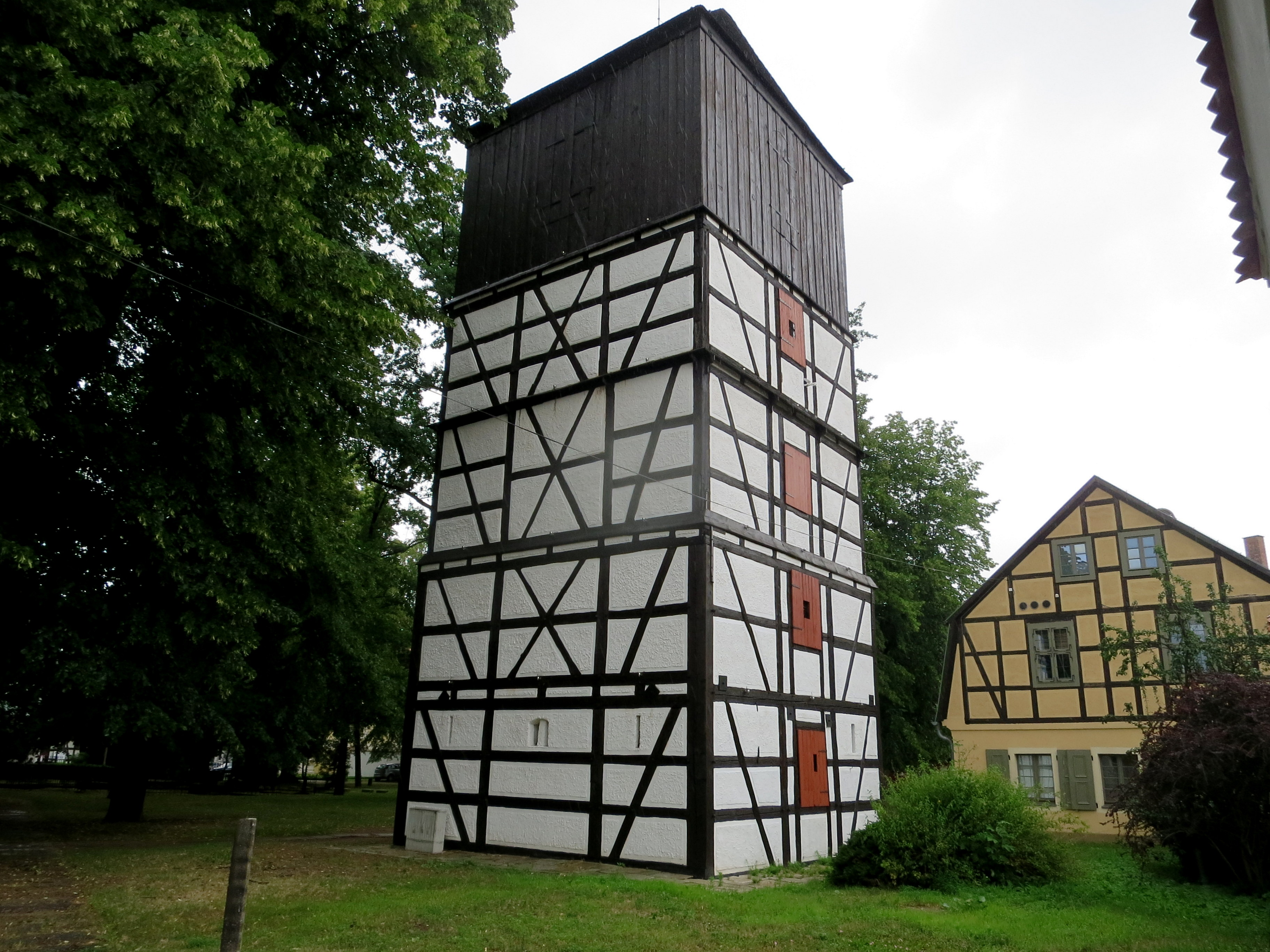
Glockenturm, heute auch Kunstgalerie
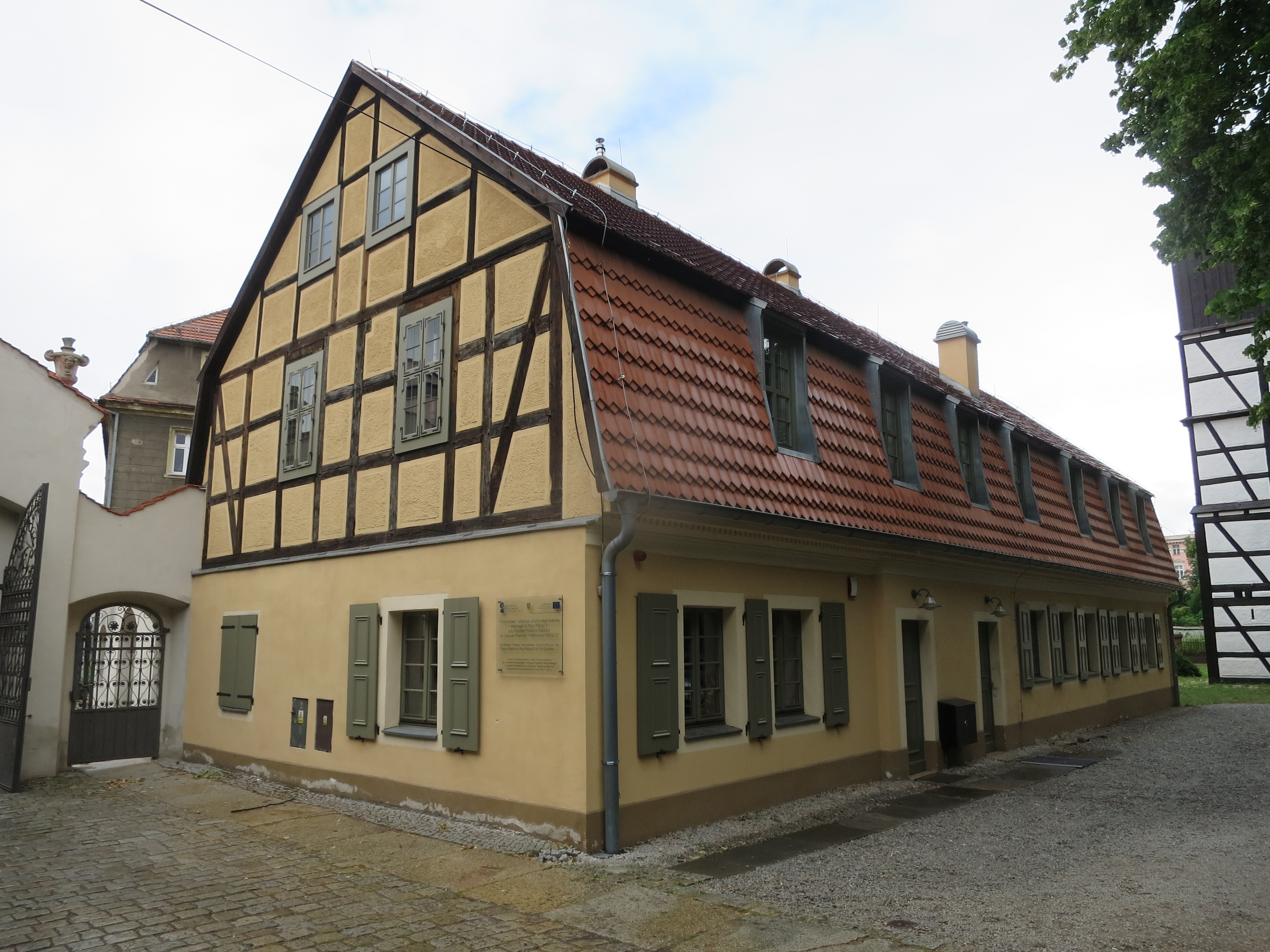
Ehemaliges Glöcknerhaus, heute Galerie
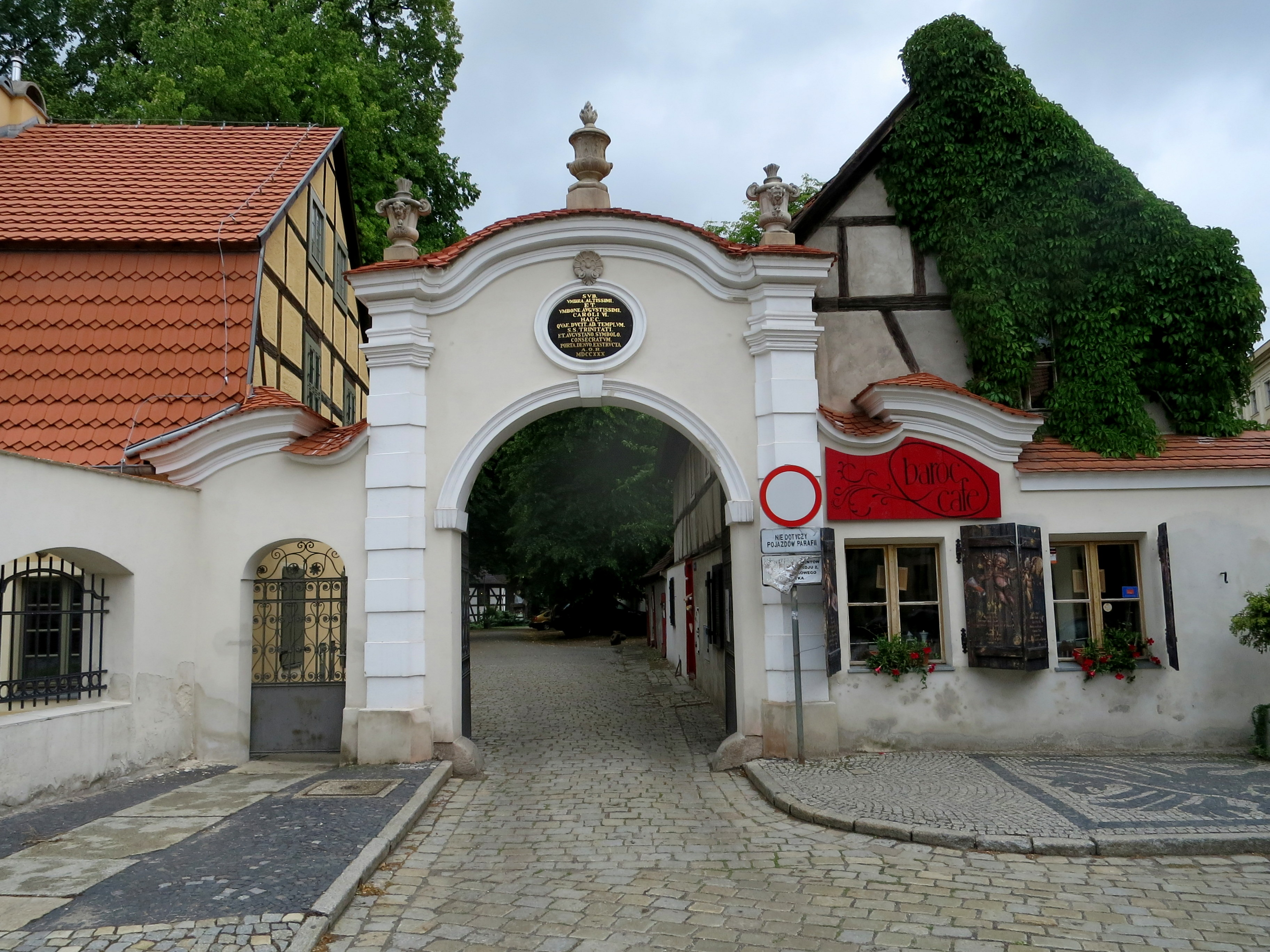
Eingangstor zum Friedensplatz mit Wächterhaus (heute Café)
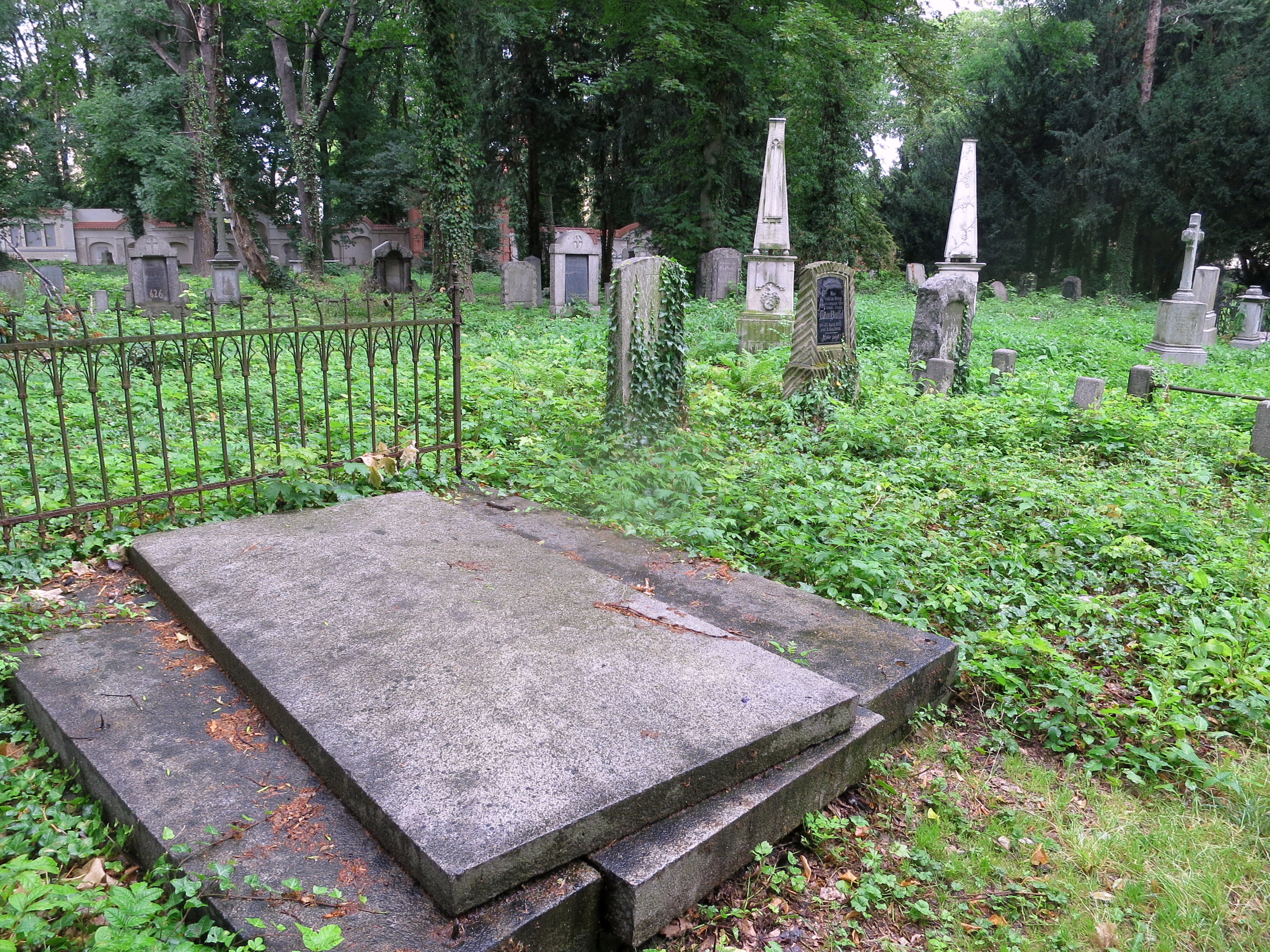
Der renovierungsbedürftige Friedhof (2018)

Der Friedensplatz ist mit einer ein Kilometer langen Mauer umgeben, deren Haupttor neben dem Wächterhaus ist. Das Tor trägt eine Kartusche mit dem Baudatum 1730 und einer Huldigungsinschrift für Kaiser Karl VI. Nach Ansicht vieler Fachleute gehört der Friedensplatz zu den schönsten Ensembles der alten lutherischen Architektur in Schlesien.

## Personen, die mit der Friedenskirche verbunden sind
- Benjamin Schmolck war evangelischer Pastor primarius an der Friedenskirche
- George August Kunowski war evangelischer Pastor primarius an der Friedenskirche

## Evangelische Schule an der Kirche

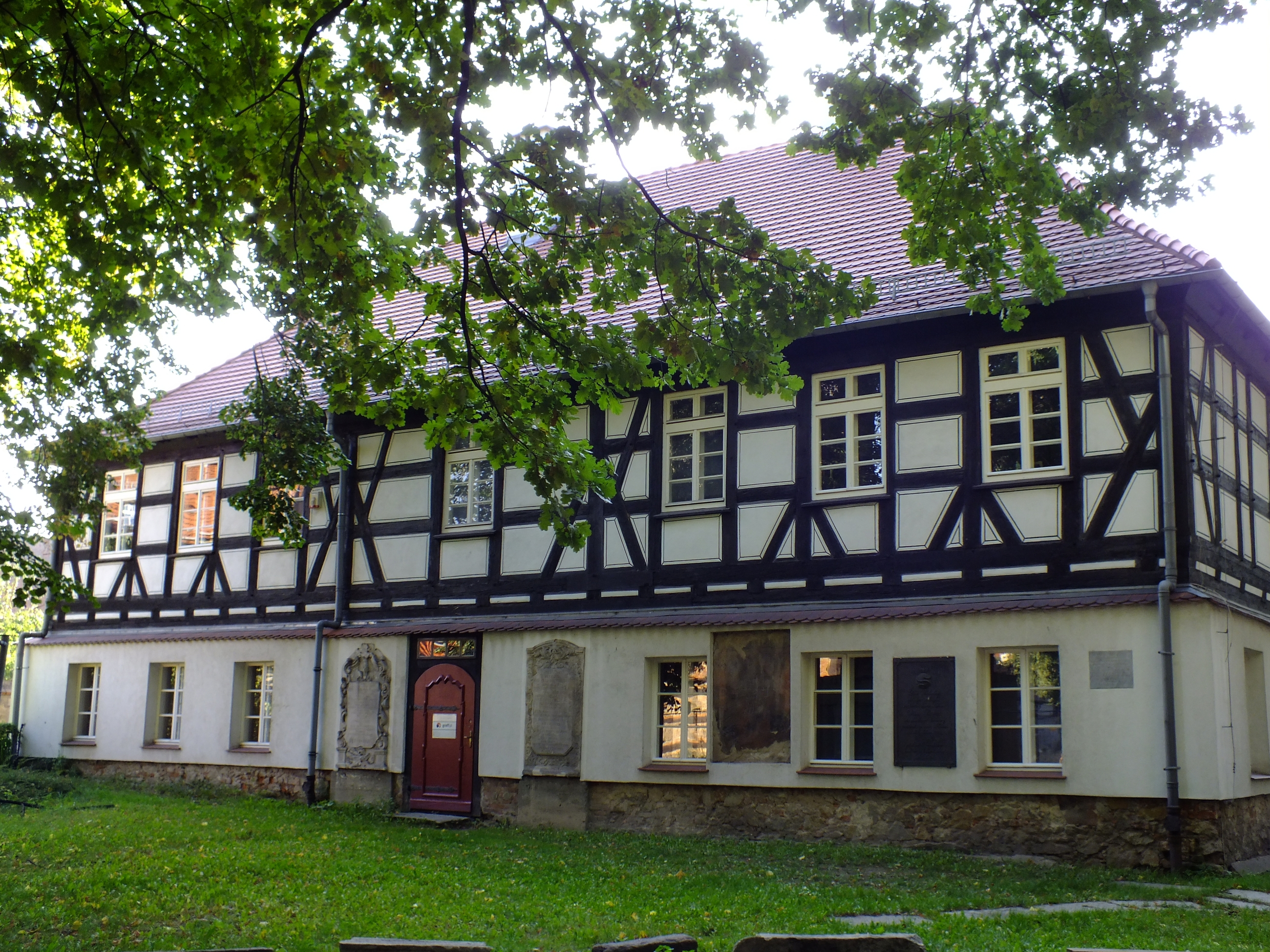
Renovierte Pfarrschule, heute sogenanntes Lutherheim (Pension)

Nach der Altranstädter Konvention vom 22. August 1707 wurde der Bau der evangelischen Schulen an den Friedenskirchen gestattet. Die Errichtung der Schweidnitzer Lateinschule begann am 6. März 1708, zum Jahresende war das Gebäude fertig. Während des Siebenjährigen Kriegs, im Jahr 1761 erlitt das Gebäude starke Schäden. Im Jahr 1813 wurde die Schule zum Gymnasium und 1822 zur städtischen Einrichtung. Im Jahr 1854 wurde sie in ein neues Gebäude verlegt.
Zu den bekannten Schülern gehören u. a. Johann Christian Günther und Carl Gotthard Langhans, der Erbauer des Brandenburger Tores.

## Pfarrsprengel
Das Einzugsgebiet war in Folge der Beschränkung auf drei Friedenskirchen zunächst sehr groß und umfasste ursprünglich das gesamte Fürstentum Schweidnitz. Um den Gottesdienst zu besuchen, mussten teilweise lange Wegstrecken zurückgelegt werden. Nicht wenige nutzten nähere evangelische Kirchen in Sachsen und Liegnitz. Die Toten wurden in der Regel in den katholischen Friedhöfen vor Ort bestattet. Im Zuge der Altranstädter Konvention vom Jahre 1707 wurde die Gemeinde mit der Errichtung zusätzlicher Gnadenkirchen entlastet. Die preußische Herrschaft in Schlesien ab 1742 ermöglichte den Bau weiterer evangelischer Bethäuser, die den Pfarrsprengel deutlich schrumpfen ließen. Folgende Orte waren im 19. Jahrhundert zur Friedenskirche Schweidnitz gepfarrt:
| Name                       | Polnischer Name  | Name                  | Polnischer Name |
| -------------------------- | ---------------- | --------------------- | --------------- |
| Alt Jauernick (bis 1892)   | Stary Jaworów    | Ober Bögendorf        | Witoszów Górny  |
| Arnsdorf (bis 1892)        | Milikowice       | Penkendorf            | Panków          |
| Birkholz (bis 1888)        | Gruszów          | Pilzen                | Boleścin        |
| Bögendorf                  | Witoszów         | Polnisch Weistritz    | Bystrzyca Dolna |
| Bunzelwitz                 | Bolesławice      | Roth Kirschdorf       | Wiśniowa        |
| Esdorf                     | Opoczka          | Säbischdorf           | Zawiszów        |
| Goglau                     | Gogołów          | Schönbrunn            | Słotwina        |
| Groß Märzdorf              | Marcinowice      | Schweidnitz           | Świdnica        |
| Grunau                     | Skarżyce         | Schwengfeld           | Makowice        |
| Jakobsdorf                 | Jakubów          | Seiferdau             | Zebrzydów       |
| Käntchen                   | Kątki            | Seifersdorf           | Pogorzała       |
| Kammerau                   | Komorów          | Teichenau             | Bagieniec       |
| Kroischwitz                | Kraszowice       | Tunkendorf            | Tomkowa         |
| Neu Jauernick (bis 1892)   | Nowy Jaworów     | Weiß Kirschdorf       | Krzczonów       |
| Nieder Arnsdorf (bis 1892) | Milikowice Dolny | Weizenrodau           | Pszenno         |
| Nieder Bögendorf           | Witoszów Dolny   | Wickendorf (bis 1892) | Witków          |
| Nieder Giersdorf           | Miłochów Dolny   | Wilkau                | Wilków          |
| Nitschendorf               | Niegoszów        | Würben                | Wierzbna        |
| Ober Arnsdorf (bis 1892)   | Milikowice Górny | Zülzendorf            | Sulisławice     |